# 2006年冬季奥林匹克运动会埃塞俄比亚代表团
2006年冬季奥林匹克运动会埃塞俄比亚代表团于2006年2月参加了在意大利都灵举行的第20届冬奥会。尽管该国自1956年以来一直参加夏季奥运会，但此前未曾参加冬季奥运会。代表团仅有越野滑雪运动员罗贝尔·特克勒马里亚姆一人，他未赢得任何奖牌。雷马里安此后又参加了2010年冬季奥运会。

## 背景
埃塞俄比亚第一次参加夏季奥运会是在1956年的澳大利亚墨尔本奥运会上。除1976年、1984年和1988年外，埃塞俄比亚参加了此后的每届夏季奥运会。2006年的意大利都灵冬奥会是埃塞俄比亚第一次参加冬季奥运会。此届冬奥会该国仅派出了一名运动员罗贝尔·特克勒马里亚姆参加越野滑雪项目。
雷马里安出生于埃塞俄比亚首都亚的斯亚贝巴，九岁随家人搬到美国，在纽约普莱西德湖村上学时开始接触滑雪。结束全日制教育后，他决定要参加这项运动的国际比赛。为了争取参加冬奥会，他和兄弟三人成立了埃塞俄比亚国家滑雪联合会，以便这项运动能在国内得到认可。雷马里安在冬奥会前接受采访时解释说，他希望自己的出现能激励其他生活在寒冷气候下的埃塞俄比亚人参加体育运动。他表示，越野滑雪是一项耐力运动，因此是埃塞俄比亚人自然可以精通的运动。

## 越野滑雪
罗贝尔·特克勒马里亚姆作为埃塞俄比亚代表团唯一的一名运动员参加了越野滑雪男子15公里传统式的比赛。他也是开幕式与闭幕式的旗手。奥运会前，他因血液中血红蛋白水平异常高被禁赛5天，但在二次测试后被允许参赛。
2006年2月17日，他在比赛中以47分53.8秒的成绩完赛，在96名选手中位列第83，比来自爱沙尼亚的金牌得主安德鲁斯·韦尔帕卢（38分1.3秒）慢了将近10分钟，但优于仅有的另一位非洲选手，来自肯尼亚的菲利普·波伊特（53分32.4秒）。2010年，雷马里安再次入选埃塞俄比亚代表团，出战温哥华冬奥会。
| 运动员                | 项目             | 结果    | 结果 | 结果 |
| 运动员                | 项目             | 时间    | 名次 |      |
| --------------------- | ---------------- | ------- | ---- | ---- |
| 罗贝尔·特克勒马里亚姆 | 男子15公里传统式 | 47:53.8 | 83   |      |

## 外部連結
- 雅虎體育埃塞俄比亞代表團